# El rey león
El rey león (The Lion King en su título original en inglés) es una película animada producida por Walt Disney Studios y distribuida por Walt Disney Pictures. Es la trigésima segunda película en el canon de Walt Disney Animation y se realizó en un período conocido como el Renacimiento de Disney. La película se realizó bajo la dirección de Rob Minkoff y Roger Allers, el productor Don Hahn, los guiones de Irene Mecchi, Jonathan Roberts y Linda Woolverton, y con Hans Zimmer, Elton John y Tim Rice como encargados de la banda sonora. 
Además, cuenta con un amplio reparto coral en el que participaron Matthew Broderick, Jeremy Irons, James Earl Jones, Jonathan Taylor Thomas, Moira Kelly, Nathan Lane y Rowan Atkinson. 
El argumento de El rey león se desarrolla en África y tiene inspiraciones en las historias bíblicas de José y Moisés, y en la obra Hamlet de William Shakespeare. Cuenta la historia de Simba, un joven león que tras la muerte de su padre, rey de Pride Lands, es exiliado de su hogar por su tío, que usurpa el trono. Con ayuda de sus amigos y las enseñanzas de su padre, Simba es alentado tiempo después a regresar y reclamar su lugar en el reino.
El desarrollo del filme comenzó en 1988, en una reunión entre Jeffrey Katzenberg, Roy E. Disney y Peter Schneider, mientras promocionaban Oliver y su pandilla en Europa. Thomas Disch escribió un tratamiento y Woolverton avanzó los primeros guiones cuando George Scribner fue asignado director, al que se unió Allers posteriormente. La producción empezó en 1991 al mismo tiempo que Pocahontas, que es la que tenía a los mejores animadores de Disney. Más tarde, parte del personal viajó a Kenia a visitar el parque nacional de Hell's Gate con tal de investigar animales y la ubicación en la que se basaría la película. Scribner abandonó la producción tiempo después debido a diferencias creativas, por lo que fue reemplazado por Minkoff. Cuando Hahn se unió al proyecto, se mostró insatisfecho con el guion, por lo que la historia se volvió a escribir rápidamente. Unos veinte minutos en secuencias de animación se elaboraron en Disney-MGM Studios, ubicados en el estado estadounidense de Florida, a la que se añadió la animación por computadora, recurso utilizado varias veces en el filme.
La cinta fue lanzada el 15 de junio de 1994. Obtuvo reacción positiva por parte de la crítica, que la elogió sobre todo por su música, argumento y animación. Tras un relanzamiento en versión 3D en 2011, la recaudación ascendió hasta unos 968 millones USD desde su estreno original hasta ese mismo año, además de ser la cinta cuyos dibujos están hechos a mano y en 2D con más recaudación, y se encuentra entre las películas que más ingresos ha generado tanto en Estados Unidos como en otros países. El rey león ganó dos premios Óscar gracias a su banda sonora y el Globo de Oro en la categoría de mejor película comedia o musical, entre otros. De esta película derivaron varios trabajos como la adaptación al teatro, las películas The Lion King II: Simba's Pride (1998) y El rey león 3: Hakuna Matata (2004), así como las series Timón y Pumba y The Lion Guard.

## Argumento
En Las Tierras del Reino, el león Mufasa gobierna a todos los animales como su rey junto con su esposa Sarabi. El nacimiento de su hijo y heredero, Simba, provoca resentimiento en el hermano de Mufasa, Scar, que anhela convertirse en el nuevo rey. El tiempo transcurre y el cachorro es instruido por su padre sobre las responsabilidades que habrá de tener cuando se convierta en el nuevo soberano. Mientras tanto, Scar trama un siniestro plan para deshacerse de sus familiares y apoderarse del trono. Primeramente engaña a Simba y a su amiga Nala al incitarlos a explorar un cementerio de elefantes ubicado en una región apartada de las Tierras del Reino. Pese a las advertencias de Mufasa sobre ese lugar, la curiosidad de Simba y Nala los lleva hasta ese sitio. Al llegar, son atacados por las hienas Shenzi, Banzai y Ed, quienes trabajan para Scar.
Por aviso de Zazú, un toco que trabaja como mayordomo real, Mufasa se entera de la desobediencia de Simba, y llega a tiempo al cementerio para rescatarles y llevarlos de vuelta al reino. Enterado de su fallido intento por deshacerse de Simba, al día siguiente Scar guía a su sobrino hasta un cañón donde le pide que espere en lo que llega Mufasa. Después de abandonar el cañón, Scar le pide a las hienas que espanten a una manada de ñus para provocar una estampida. Mufasa aparece nuevamente y logra poner a salvo a su hijo, sin embargo cuando trata de escalar uno de los bordes para evitar la estampida es empujado por Scar y muere pisoteado por los ñus. Cuando la estampida termina, Simba se encuentra con el cadáver de su padre y Scar aprovecha la ocasión para culparlo de lo acontecido y pedirle que abandone las Tierras del Reino con tal de evitar represalias por la muerte del rey. El joven huye así del reino y deja libre el trono a Scar, que se proclama como el nuevo soberano ante la desaparición de Mufasa y Simba.
En medio de su huida, Simba cae exhausto en medio de una región desértica en donde es encontrado por el suricato Timón y el  facóquero Pumba, que lo protegen y llevan consigo a una selva, en donde habitan juntos hasta que el león crece y alcanza su etapa adulta. Un día, Simba se reencuentra con Nala en la selva y descubren que están enamorados uno del otro. Nala lo insta a que regrese a las Tierras del Reino y reclame el trono, que se ha convertido en un páramo sin agua ni comida suficiente bajo el mandato de Scar. Sin embargo, Simba se rehúsa a seguir su recomendación ya que continúa sintiéndose culpable por la muerte de Mufasa. No es sino hasta su encuentro con Rafiki, amigo y mayordomo de Mufasa, quien le confiesa a Simba que su padre está vivo y a quien lleva a verlo. Una vez en el lugar, Mufasa se aparece a su hijo y le insta a que regrese y ocupe su lugar como rey, por lo que Simba finalmente supera la muerte de su padre y es entonces cuando decide regresar de vuelta a las Tierras del Reino para acabar con el reinado de su tío.
Con la ayuda de sus amigos, Simba se cuela entre las hienas en La Roca del Rey y se enfrenta a Scar, quien se burla de Simba por su supuesto papel en la muerte de Mufasa y lo lleva hasta el borde de la roca. Enfurecido por la revelación de que Scar mató a Mufasa, Simba toma represalias y obliga a Scar a confesar la verdad al resto de la manada. Se desata una batalla entre Simba y sus aliados y las hienas. Scar intenta escapar, pero Simba lo acorrala en una cornisa cerca de la cima de la Roca del Rey. Scar ruega por misericordia y culpa a las hienas de sus acciones; Simba le perdona la vida a Scar pero, citando lo que Scar le dijo hace mucho tiempo, le ordena que abandone las Tierras del Reino para siempre. Scar se niega y ataca a Simba, pero después de una breve batalla, Simba arroja a Scar desde la cornisa al suelo. Scar sobrevive a la caída, pero las hienas, que lo escucharon traicionarlos, lo destrozan y lo devoran vivo. Simba se reencuentra con Nala y Sarabi, así como sus amigos Timón y Pumba, y es proclamado como el nuevo rey de Tierras del Reino. En las últimas escenas, y transcurrido un tiempo de la asunción de Simba, se aprecia a Rafiki presentando al cachorro de Simba y Nala a los demás animales del reino.

## Reparto principal
El equipo de producción valoró la afinidad entre los actores y los personajes de la película para elegir al reparto de voces. Por ejemplo, seleccionaron a James Earl Jones para el papel de Mufasa porque su voz era «potente y equiparable al rugido de un león». Nathan Lane originalmente había audicionado para el personaje de Zazú, mientras que Ernie Sabella buscaba el papel de una de las hienas. Ambos participaban en aquel entonces en el musical Guys and Dolls. Al reunirse en el estudio de grabación de El rey león, se les pidió que interpretaran a las hienas. Su actuación resultó tan hilarante para los directores, que los eligieron para los roles de Timón y Pumba. Para las hienas tenían pensado contratar al dúo Cheech y Chong, pero solo Cheech Marin estaba disponible así que le ofrecieron el papel de la otra hiena a Whoopi Goldberg.
En cuanto a los protagonistas, Matthew Broderick puso voz al Simba adulto en las fases iniciales de producción, y cabe señalar que durante los tres años que tomó el proceso de doblaje grabó sus diálogos en solitario, con la excepción de una ocasión en que estuvo con otro actor en el estudio de grabación. Inclusive no se enteró de que Moira Kelly doblaba a Nala hasta el estreno de la película. Si bien Jeremy Irons había declinado el papel de Scar al expresar que no se sentía preparado para interpretar a un personaje cómico, después de su actuación en un rol dramático como Claus von Bülow en Reversal of Fortune al final accedió y se integró al reparto. De hecho, los guionistas decidieron incorporar parte de los diálogos de von Bülow en El rey león —como la frase «no tienes ni idea»— mientras que el animador Andreas Deja estudió los tics y rasgos faciales de Irons tanto en Reversal of Fortune como en Damage para el diseño de Scar. De esta forma, el reparto estelar de voces en inglés quedó conformado por:
- Matthew Broderick como Simba: es el hijo de los reyes Mufasa y Sarabi, y por lo tanto heredero de las Pride Lands. Joseph Williams interpretó las canciones del personaje, cuyo diseño corrió a cargo de Mark Henn y Ruben A. Aquino para el Simba joven y el adulto, respectivamente.[8]
  - Jonathan Taylor Thomas es la voz de Simba joven, mientras que Jason Weaver interpretó las canciones de esta versión del personaje.[8]
- James Earl Jones como Mufasa: es el padre de Simba y rey de las Pride Lands al principio de la película. El animador Tony Fucile supervisó el diseño del personaje.[8]
- Jeremy Irons como Scar: es el hermano de Mufasa y tío de Simba, que anhela obtener el trono. Su diseño corrió a cargo de Andreas Deja.[8]
- Moira Kelly como Nala: es la mejor amiga de Simba y, más tarde, su esposa. Sally Dworsky interpretó sus canciones y los supervisores fueron Aaron Blaise y Anthony DeRosa para las versiones de joven y adulta.[8]
  - Niketa Calame es la voz de la Nala joven y Laura Williams interpretó sus canciones en esta versión del personaje.[8]
- Nathan Lane como Timón: una suricata macho ensimismada y ocurrente. El supervisor en el proceso de animación fue Michael Surrey.[8]
- Ernie Sabella como Pumba: un inocente facóquero —aunque en la película se refieren a él como un jabalí— que sufre flatulencias y es el mejor amigo de Timón. Tony Bancroft fue el encargado de animación.[8]
- Robert Guillaume como Rafiki: un sabio y anciano mandril —aunque también es mencionado como un babuino— que colabora como chamán de las Pride Lands, además de presentar formalmente ante los animales del reino a Simba cuando era un cachorro. La tarea de animación corrió a cargo de James Baxter.[8]
- Rowan Atkinson como Zazú: un toco que hace de mayordomo real. La animación del personaje recayó en Ellen Woodbury.[8]
- Madge Sinclair como Sarabi: es la esposa de Mufasa, madre de Simba y líder de la manada de caza. El animador Russ Edmonds supervisó su diseño.[8]
- Alex Kupershmidt y David Burgess fueron los supervisores de animación de las hienas, que estaban aliadas con Scar, interpretadas a su vez por:
  - Whoopi Goldberg como Shenzi: una hembra de carácter insolente e irritable, y líder del trío.[8]
  - Cheech Marin como Banzai: un macho agresivo y de carácter impulsivo.[8]
  - Jim Cummings como Ed: un macho de temperamento lerdo que no habla, solo ríe.[8] También es de resaltar que este mismo actor le puso voz a un geómido que habla con Zazú, y sustituyó a Jeremy Irons en la escena donde Scar canta «Be Prepared».[9]
- Zoe Leader como Sarafina: es la madre de Nala, aunque solo aparece en una escena en donde conversa con Sarabi.[10]

## Producción

### Antecedentes y redacción del guion
La trama de El rey león surgió a finales de 1988, en una conversación entre Jeffrey Katzenberg, Roy E. Disney y Peter Schneider mientras volaban a Europa para promocionar Oliver y su pandilla. Al discutir la posibilidad de que la historia estuviera ambientada en África, Katzenberg se sintió enganchado de inmediato al proyecto. Charlie Fink, vicepresidente de asuntos creativos de Walt Disney Feature Animation, continuó desarrollando el concepto, y Katzenberg fue agregando temáticas como la mayoría de edad y la muerte, y ciertas anécdotas personales relacionadas con su irregular carrera política. De acuerdo a este último: «Es acerca de la responsabilidad que todos tenemos como portadores de la antorcha de una generación a la siguiente. Para cualquier ser humano, se trata de un momento especial cuando pasas de ser un niño a un adulto y [entonces] debes asumir la responsabilidad que eso conlleva. Para la mayoría de la gente esto es un momento de júbilo tal y como encontrar a la pareja de tu vida o el nacimiento de un hijo. A veces, como ocurre con Simba, esto es ocasionado por algo trágico. Él tiene que afrontarlo de esa manera y crecer en el proceso. Así tengas 5 u 85 años, es algo con lo que todos pueden sentirse relacionados instintivamente o por experiencia propia».
Para noviembre del mismo año, Thomas Disch —autor de El valiente tostadorcito— había terminado un tratamiento titulado King of the Kalahari —traducción: «El rey del Kalahari»— aunque luego Linda Woolverton estuvo revisando el guion durante el siguiente año, etapa en la que el documento fue renombrado primero a King of the Beasts —traducción: «El rey de las bestias»— y luego a King of the Jungle —traducción: «El rey de la selva»—. La versión original de la película era muy distinta a lo que acabó siendo la versión definitiva: el argumento estaba centrado en batallas entre leones y babuinos; Scar era el líder de los simios, Rafiki era un guepardo, y Timón y Pumba eran los amigos de la infancia de Simba. Simba tampoco abandonaba el reino, sino que llegaba al trono como «un personaje vago y descuidado» debido a las manipulaciones de Scar, motivo que habría de conducirlo a su derrocamiento. En 1990, el productor Thomas Schumacher, que recién había concluido su trabajo en The Rescuers Down Under, se integró al equipo y consideró que el libreto de El rey de la jungla era adecuado para «un documental animado especial de National Geographic».

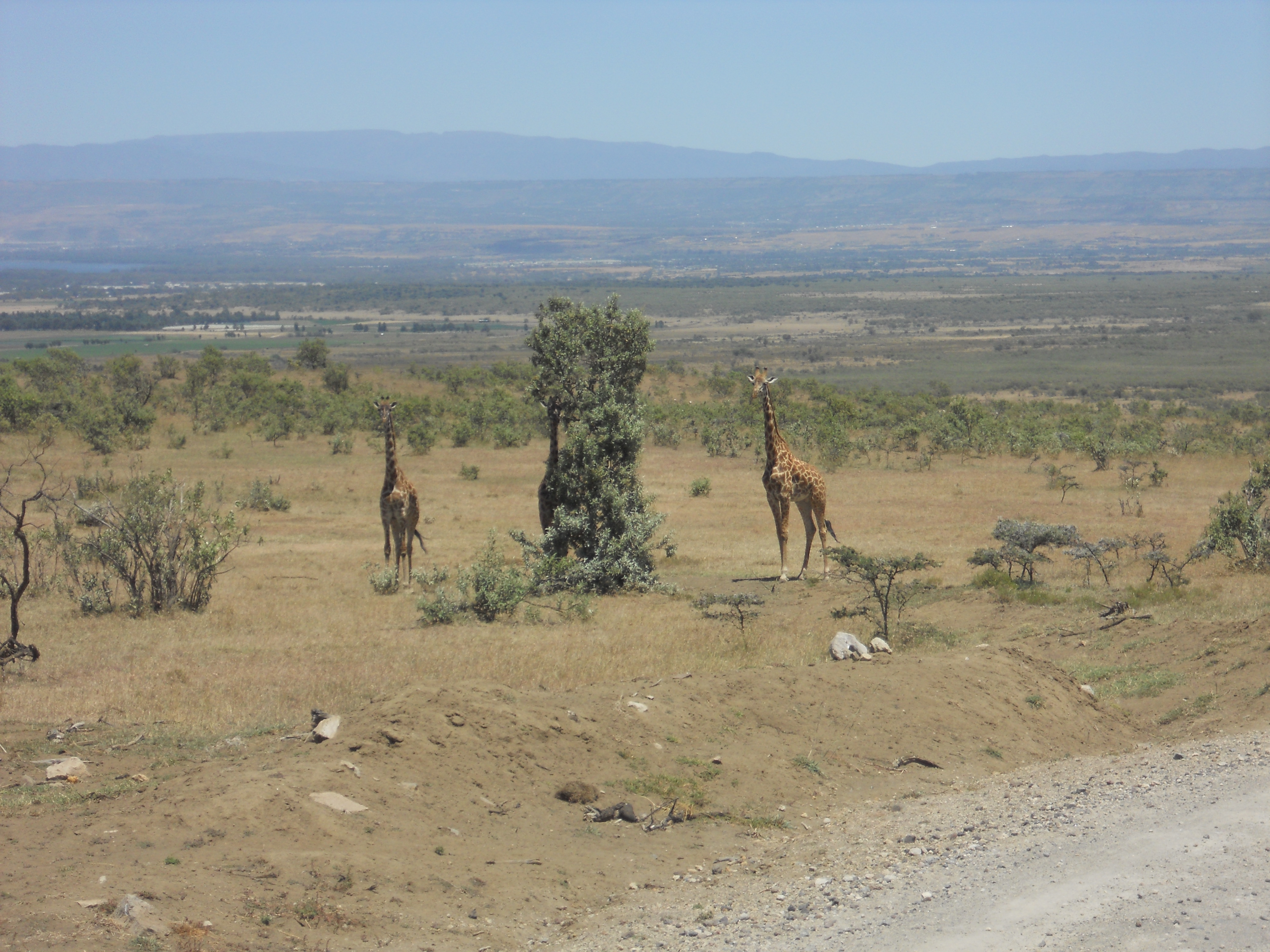
Algunos miembros del equipo de producción viajaron al parque nacional de Hell's Gate, en Kenia, para diseñar un paisaje más realista para la película.

Disney eligió inicialmente a George Scribner, responsable de Oliver y su pandilla, para dirigir El rey de la selva junto con Roger Allers, principal involucrado en el guion de La bella y la bestia. Allers integró a Brenda Chapman para que se encargara de la trama. Con tal de tener una mejor apreciación del entorno en que habría de estar ambientada la película, el equipo de producción acudió a Kenia para visitar el parque nacional de Hell's Gate. No obstante, debido a diferencias creativas entre Scribner y el resto del equipo —por ejemplo, Allers quería que fuese un musical mientras que Scribner tenía en mente un documental centrado en la naturaleza—, el director renunció al proyecto seis meses después, siendo reemplazado por Rob Minkoff. Otros cambios incluyeron la incorporación del productor Don Hahn, mientras que Schumacher pasó a ser productor ejecutivo ante su nuevo nombramiento como vicepresidente para el desarrollo y la animación de largometrajes de Disney. En opinión de Hahn, el guion carecía de una idea clara hasta ese momento, así que propuso que la temática principal lidiara con «dejar atrás la infancia y encarar las realidades del mundo», idea que se sometió a la revisión de los guionistas. Allers, Minkoff, Chapman y Hahn reescribieron la trama basándose en este concepto a lo largo de dos semanas de reuniones con los directores Kirk Wise y Gary Trousdale, que recién habían terminado su trabajo en La bella y la bestia. Fue en esta etapa que el guion acabó titulándose El rey león y el escenario principal dejó de ser la selva, para ser ahora la sabana.
El rey león fue la primera película animada de Disney en contar con una historia original, en contraste a las anteriores producciones del estudio que consistían en adaptaciones de obras ya existentes. Contó con rasgos de los personajes bíblicos José y Moisés, así como de Hamlet de William Shakespeare. Los guionistas Irene Mecchi y Jonathan Roberts se integraron al equipo a mediados de 1992, y se encargaron principalmente de revisar el libreto, resolver temas emotivos dudosos y resaltar la comicidad de Pumba, Timón y las hienas. El letrista Tim Rice colaboró estrechamente con los guionistas, y volaba a California al menos una vez al mes debido a que sus canciones necesitaban estar a la par de la continuidad narrativa. Si bien las letras de sus canciones sufrieron modificaciones al término de la producción, estas fueron agregadas a los guiones gráficos durante las fases iniciales de desarrollo. De manera similar, el guion pasó por constantes ediciones provocando que ciertas escenas fuesen animadas en más de una ocasión debido a cambios en el diálogo, por ejemplo.

### Diseño y animación
El desarrollo de El rey león empezó al mismo tiempo que el de Pocahontas, con la mayoría de los animadores de Walt Disney Feature Animation trabajando en esta última, porque pensaban que iba a ser la más exitosa y prestigiosa de las dos. Los guionistas tampoco tenían mucha fe en el proyecto; Chapman, por ejemplo, declaró que originalmente no quería aceptar su trabajo «porque la historia no era muy buena», mientras que el escritor Burny Mattinson le comentó a Joe Ranft que «no sabía quién iba a querer ver este filme». Los animadores principales coincidían con este sentimiento y se mostraban desinteresados en el diseño de animales, pese a que trece de ellos, tanto en California como en Florida, fueron los responsables de crear las personalidades de los protagonistas. Entre estos se encontraban Mark Henn y Ruben A. Aquino a cargo de las versiones juvenil y adulta de Simba; Andreas Deja con Scar; Aaron Blaise y Anthony DeRosa con Nala de joven y adulta; y Tony Fucile para Mufasa. Alrededor de veinte minutos de la película, incluida la secuencia musical de «I Just Can't Wait to Be King», fueron producidos en las instalaciones de Disney-MGM Studios. En total, más de seiscientos artistas, animadores y técnicos contribuyeron en la producción del largometraje. Semanas antes del estreno ocurrió el terremoto de Northridge de 1994, que ocasionó el cierre del estudio y por lo tanto el equipo de animación tuvo que finalizar el trabajo en sus respectivos hogares.
Al igual que ocurriera con Bambi en 1942, se tomó como referencia el comportamiento de los animales en la vida real para el diseño de los personajes. Jim Fowler, un reconocido especialista en fauna silvestre, visitó los estudios en varias ocasiones con algunos leones y otros animales de la sabana para discutir con los animadores su comportamiento y ayudarles en su cometido de crear dibujos apegados a la realidad. Para el diseño de las Pride Lands el equipo visitó el parque nacional de Kenia. Se usaron varias lentes focales para ofrecer una versión diferida de la representación habitual de África que aparece en los documentales —donde se emplean teleobjetivos para capturar a las especies lejanas—, y recurrieron a los estudios conceptuales del artista Hans Bacher para ofrecer un mayor realismo mediante efectos como el lens flare. Las obras de los pintores Charles Marion Russell, Frederic Remington y Maxfield Parrish también influyeron en el diseño del filme. A diferencia de otras producciones animadas, los personajes de El rey león no son antropomorfos, situación que llevó a los animadores a instruirse en el trazo de animales cuadrúpedos. A su vez, optaron por tomas más extensas de los personajes para contribuir al desarrollo de la historia y de los propios personajes.
La animación por computadora ayudó a que los cineastas pudieran exponer su visión con nuevos recursos tecnológicos. Por ejemplo, para la secuencia de la estampida de ñus, se utilizó un software de diseño tridimensional para aumentar la cantidad de animales en escena, y luego agregaron efectos de sombreado plano para emular la animación tradicional. De igual manera esta herramienta permitió la adición de varios trayectos aleatorios para los cientos de ñus, con tal de recrear el movimimento impredecible de la manada. No obstante, a pesar de la innovación y a que contaban con animadores y técnicos especialistas en animación por computadora, esta sola secuencia de escasos dos minutos y medio de duración requirió de dos años para ser terminada. A su vez, el Computer Animation Production System simuló los movimientos de la cámara para ciertas tomas  travellings, y ayudó a la producción de efectos de iluminación y coloreado.

### Banda sonora
Disney contactó al letrista Tim Rice, que en aquel momento se encontraba trabajando con Alan Menken en las canciones de Aladdín, para hacerse cargo de la banda sonora de El rey león. Rice aceptó con la condición de que contrataran a otro compositor con el cual trabajar. Dado que Menken no estaba disponible, se eligió a Elton John por recomendación del propio Rice, que también había sugerido al grupo ABBA, pero Benny Andersson estaba ocupado con el musical Kristina från Duvemåla. John quería escribir «canciones ultra pop que les gustaran a los niños; [de modo que] ya de adultos pudieran mirar esas películas y obtuvieran el mismo placer», y citó como influencia a El libro de la selva (1967) cuya música «era divertida y atractiva tanto para niños como adultos».

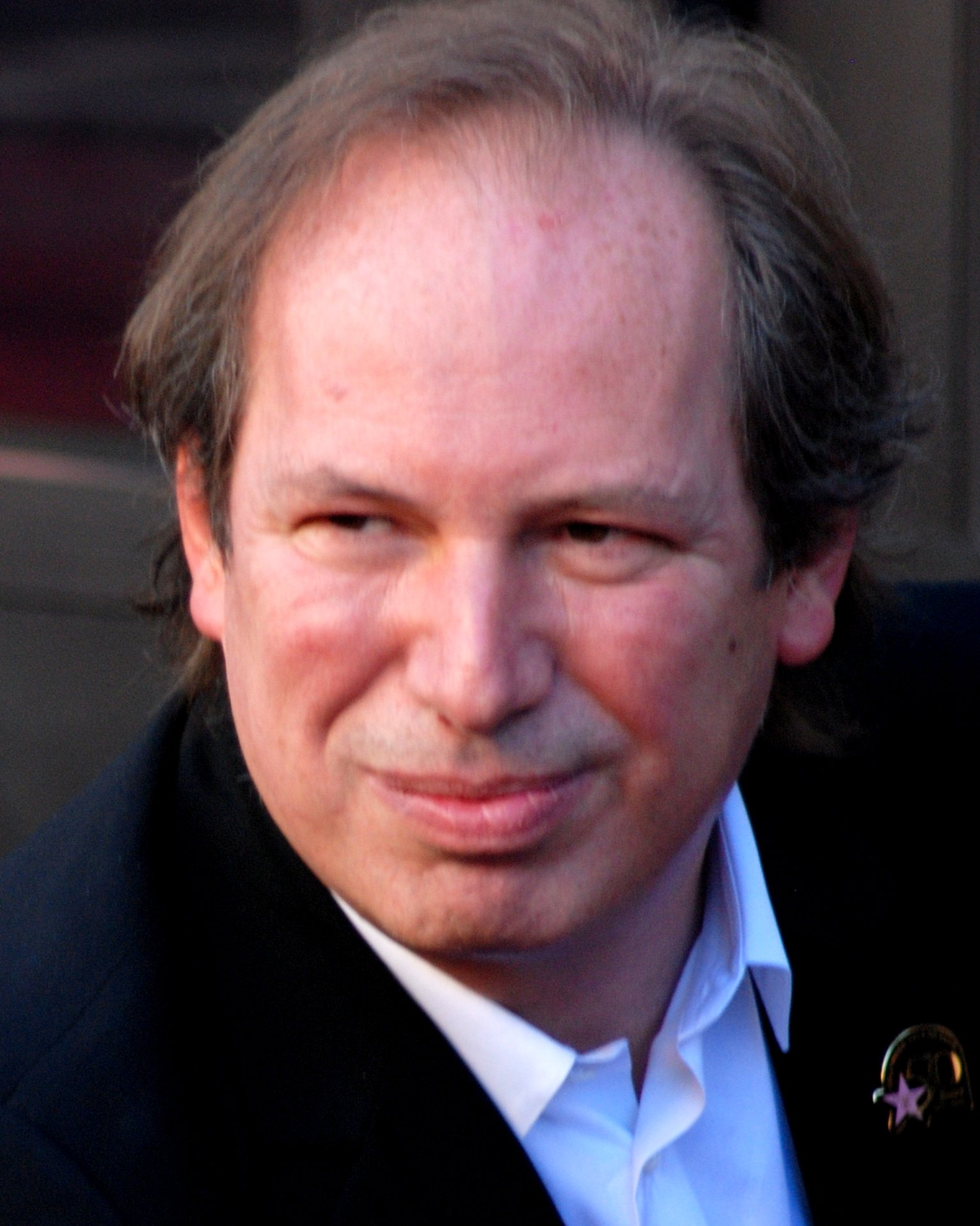
Hans Zimmer, compositor de la banda sonora de El rey león.

John y Rice escribieron cinco canciones para el filme —«Circle of Life», «I Just Can't Wait to Be King», «Be Prepared», «Hakuna Matata» y «Can you feel the love tonight?»; esta última interpretada por John para la escena de los créditos finales—, y una adicional que había sido descartada durante la producción, «The Morning Report», para los relanzamientos en IMAX y DVD. Cabe señalarse que esta última fue incluida como parte del repertorio del musical. Se optó por Hans Zimmer para la musicalización, basándose en su participación en un par de películas ambientadas en África —The Power of One y A World Apart—. Zimmer incorporó música tradicional africana y algunos elementos corales interpretados por el compositor sudafricano Lebo M. Mark Mancina y Jay Rifkin, colaboradores de Zimmer, ayudaron con los arreglos y la producción del material musical.
Walt Disney Records puso a la venta la banda sonora a partir del 13 de julio de 1994. Al término del año acabó siendo el cuarto álbum con mayores ventas de acuerdo a Billboard 200, y la banda sonora con más copias vendidas hasta ese entonces. También es de resaltar que se trata de la única banda sonora que ha conseguido una certificación de diamante —10x platino— de la Recording Industry Association of America. Existe una grabación bootleg de la versión instrumental completa de Zimmer, la cual estuvo disponible hasta el reestreno de la película en 2014. El disco influyó en la producción de Rhythm of the Pride Lands (1995), álbum que incluye ocho canciones de Zimmer, Mancina y Lebo M.
El uso de la canción «The Lion Sleeps Tonight» ocasionó disputas entre Disney y la familia del sudafricano Solomon Linda, compositor de la pista —originalmente titulada como «Mbube»— en 1939. En julio de 2004 la familia demandó a Disney por infracción de derechos de autor, aunque dos años después llegó a un acuerdo con Abilene Music, propietaria de los derechos de distribución de la canción. A continuación, se enlistan las canciones de la banda sonora original:
| N.º   | Título                          | Duración |  |
| 1.    | «Circle of Life»                | 3:59     |  |
| 2.    | «I Just Can't Wait to Be King»  | 2:51     |  |
| 3.    | «Be Prepared»                   | 3:40     |  |
| 4.    | «Hakuna Matata»                 | 3:34     |  |
| 5.    | «Can You Feel the Love Tonight» | 2:58     |  |
| 6.    | «This Land»                     | 2:55     |  |
| 7.    | «...To Die For»                 | 4:18     |  |
| 8.    | «Under the Stars»               | 3:45     |  |
| 9.    | «King of Pride Rock»            | 5:59     |  |
| 10.   | «Circle of Life»                | 4:52     |  |
| 11.   | «I Just Can't Wait to Be King»  | 3:37     |  |
| 12.   | «Can You Feel the Love Tonight» | 4:01     |  |
| 46:29 |                                 |          |  |

### Características técnicas
La película fue creada con los métodos tradicionales de animación —dibujos hechos a mano— en los estudios de Walt Disney Animation, ubicados en Burbank, Estados Unidos. En concreto, fue grabada en resolución 2K con el formato Spherical, junto al empleo del proceso cinematográfico Technicolor. La relación de aspecto es de 1.85: 1 para todas las versiones, con la excepción de los lanzamientos en alta definición y en formato Blu-ray, que es de 1.78: 1, además de que la conversión a 3D se realizó con la técnica de reconstrucción de imagen para conseguir una distribución más real de los fotogramas en el espacio. En relación con el audio, las mezclas que aparecen en la versión final son Dolby Surround —versión estrenada en cines— y Dolby Digital —añadida en las reediciones en DVD y Blu-ray—, mientras que la versión IMAX tiene un sistema de sonido mejorado.

### Doblaje al español
La película fue doblada al español en dos versiones, una de ellas para España —a cargo del estudio Sonoblok, radicado en Barcelona— y la otra para Hispanoamérica —por el estudio Grabaciones y Doblajes S. A., localizado en Ciudad de México—. En el primer caso, la dirección corrió a cargo de Antonio Lara, mientras que en América, el encargado de tal tarea fue Francisco Colmenero.
Respecto a los actores de doblaje, para la versión ibérica prestaron sus voces Marc Porciello y Sergio Zamora —como Simba joven y adulto—, Graciela Molina, Marta Barbará y Ángela Aloy —como Nala en diálogos de joven y adulta, y canciones en ambos casos, respectivamente—, Alberto Mieza y Óscar Mas —Timón para diálogos y canciones—, Miguel Ángel Jenner —Pumba—, Constantino Romero —Mufasa—, Ricardo Solans y Jordi Doncos —Scar para diálogos y canciones —, María Dolores Gispert —Shenzi—, Antonio García Moral —Banzai—, Juan Fernández —Rafiki—, Eduard Doncos —Zazú— y Mercedes Montalá —Sarabi—.
En cuanto a la versión iberoamericana, el reparto contó con la participación de Héctor Lee Jr. y Kalimba Marichal —Simba joven en diálogos y canciones—, Karla Falcón Castrejón y Maggie Vera —Nala joven en diálogos y canciones—, Arturo Mercado y Renato López —Simba adulto en diálogos y canciones—, María Fernanda Morales y Marianne —Nala adulta en diálogos y canciones—, Raúl Aldana y Raúl Carballeda —Timón en diálogos y canciones—, Francisco Colmenero —Pumba—, Carlos Magaña —Mufasa—, Carlos Petrel —Scar—, Rosanelda Aguirre —Shenzi—, Jesús Barrero —Banzai—, Genaro Vásquez —Rafiki—, Eduardo Tejedo —Zazú— y Ángela Villanueva —como Sarabi—.

## Lanzamiento

### Mercadotecnia
En noviembre de 1993 Disney estrenó la secuencia inicial de la película con la canción «Circle of Life» como primer tráiler promocional de El rey león, revelado durante el estreno de Los tres mosqueteros. De acuerdo a Dick Cook, presidente de Buena Vista Pictures Distribution, «todos estábamos tan impresionados con la belleza y majestuosidad de esta escena que [coincidimos en] que probablemente serían algunos de los mejores minutos que habíamos visto». Para entonces, solo una tercera parte de la película estaba concluida. Debido a que el tráiler causó reacciones positivas en la audiencia, Hahn externó su preocupación por satisfacer las expectativas del público. En total, Disney llevó a cabo once proyecciones de prueba antes del estreno de la película. En marzo de 1994 el estudio realizó una presentación en el ShoWest, donde mostró algunas escenas de El rey león acompañadas de guiones gráficos y bocetos de las animaciones usadas en la película.
La campaña de mercadotecnia simultánea al lanzamiento de la película incluyó acuerdos comerciales con empresas como Burger King, Mattel, Kodak, Nestlé y Payless ShoeSource, entre otras, y se registraron hasta 186 productos licenciados. La banda sonora representó otro de los puntos fuertes de la mercadotecnia de El rey león. En 1994, Disney ganó alrededor de mil millones USD con la venta de artículos basados en la película, de los cuales 214 millones USD provenían de juguetes comercializados durante la temporada navideña de 1994.

### Estreno
Para su estreno el 15 de junio de 1994 en el Radio City Music Hall de Nueva York y El Capitán Theatre de Los Ángeles, Disney preparó una breve presentación escénica con música de varias de sus películas animadas que era llevada a cabo antes de cada función de El rey león. El 24 de junio estuvo disponible en aproximadamente 2000 salas de cine del resto del país. Para la reproducción del sonido envolvente de la película, Dolby Laboratories incorporó nuevos sistemas de reproducción de audio en las salas estadounidenses. A continuación aparecen las fechas de estreno de la cinta en distintos países:
| Fechas de estreno (Fuente: IMDb) |                                                                                       |                                                       |                                                           |
| País | Fecha de estreno                                                                      | País                                                  | Fecha de estreno                                          |
| Estados Unidos | 15 de junio de 1994 (premier) 24 de junio de 1994 18 de noviembre de 1994 (reestreno) | Irlanda                                               | 21 de octubre de 1994                                     |
| Israel | 23 de junio de 1994                                                                   | España                                                | 8 de noviembre de 1994                                    |
| Canadá Uruguay | 24 de junio de 1994                                                                   | Bélgica                                               | 9 de noviembre de 1994                                    |
| Chile Colombia | 30 de junio de 1994                                                                   | Alemania                                              | 17 de noviembre de 1994                                   |
| Corea del Sur | 2 de julio de 1994                                                                    | Austria Dinamarca Polonia Suecia Suiza (zona alemana) | 18 de noviembre de 1994                                   |
| Venezuela | 6 de julio de 1994                                                                    | Italia                                                | 24 de noviembre de 1994 (premier) 25 de noviembre de 1994 |
| Argentina México | 7 de julio de 1994                                                                    | Países Bajos                                          | 25 de noviembre de 1994                                   |
| Brasil Hong Kong Perú | 8 de julio de 1994                                                                    | Eslovaquia Grecia Hungría                             | 1 de diciembre de 1994                                    |
| Taiwán | 10 de julio de 1994                                                                   | Finlandia Islandia Portugal                           | 2 de diciembre de 1994                                    |
| Japón | 23 de julio de 1994                                                                   | Eslovenia                                             | 4 de diciembre de 1994                                    |
| Singapur | 10 de agosto de 1994                                                                  | Croacia                                               | 8 de diciembre de 1994                                    |
| Noruega | 18 de agosto de 1994                                                                  | República Checa                                       | 15 de diciembre de 1994                                   |
| Australia Nueva Zelanda | 25 de agosto de 1994                                                                  | Rusia Turquía                                         | 20 de enero de 1995                                       |
| Francia | 3 de agosto de 1994 (premier) 9 de noviembre de 1994 27 de agosto de 2014 (reestreno) | China                                                 | 5 de julio de 1995 (solo en Pekín) 15 de julio de 1995    |
| Reino Unido | 5 de octubre de 1994 (premier) 7 de octubre de 1994                                   | Estonia                                               | 3 de mayo de 1996                                         |
| Filipinas | 12 de octubre de 1994                                                                 | —                                                     | —                                                         |
| Nota: También se estrenó en India, Indonesia y Tailandia en octubre; y en Sudáfrica y en la zona francófona de Suiza en noviembre de 1994. No aparecen en la tabla debido a que no tienen un día específico de inicio. |                                                                                       |                                                       |                                                           |

### Reestreno en IMAX y 3D
La película tuvo un relanzamiento el 25 de diciembre de 2002 en formato IMAX, ocho años después de su estreno original. De acuerdo a Hahn: «Había toda una generación nueva de niños que no la habían visto, sobre todo en la pantalla grande». El proceso de restauración y mejora de ciertas escenas resultó sencillo ya que el filme había sido archivado digitalmente. No obstante, este lanzamiento solo llegó a la salas de cine de Alemania, Estados Unidos, Francia, México y Reino Unido —25 de diciembre—; Sudáfrica —27 de diciembre—, Japón —1 de enero de 2003—, Rusia —31 de marzo— y República Checa —15 de mayo—.
En junio de 2011 se estrenó en el Festival Internacional de Cine de Edimburgo una versión en 3D que sí tuvo una mayor cobertura que la versión en IMAX pese a que solo duró un par de semanas en cartelera. A esta versión le siguió un lanzamiento en formato Blu-ray 3D. A continuación aparecen listadas las fechas de estreno en cada país de la versión 3D:
| Fechas de estreno en 3D (Fuente: IMDb) |                                                         |               |                         |
| País                                   | Fecha de estreno                                        | País          | Fecha de estreno        |
| Reino Unido                            | 24 de junio de 2011 (premier) 7 de octubre de 2011      | Malasia       | 20 de octubre de 2011   |
| Ucrania                                | 28 de julio de 2011                                     | Hong Kong     | 22 de octubre de 2011   |
| México                                 | 12 de agosto de 2011                                    | Singapur      | 25 de octubre de 2011   |
| Israel Perú                            | 25 de agosto de 2011                                    | Malta         | 9 de noviembre de 2011  |
| Brasil Polonia Sudáfrica               | 26 de agosto de 2011                                    | Alemania      | 10 de noviembre de 2011 |
| Estados Unidos                         | 27 de agosto de 2011 (premier) 16 de septiembre de 2011 | Italia        | 11 de noviembre de 2011 |
| Croacia                                | 14 de septiembre de 2011                                | Filipinas     | 14 de diciembre de 2011 |
| Canadá Paraguay                        | 16 de septiembre de 2011                                | España        | 21 de diciembre de 2011 |
| Islandia                               | 23 de septiembre de 2011                                | Portugal      | 22 de diciembre de 2011 |
| Turquía                                | 30 de septiembre de 2011                                | Corea del Sur | 29 de diciembre de 2011 |
| Países Bajos                           | 5 de octubre de 2011                                    | Suecia        | 6 de enero de 2016      |
| Argentina Grecia                       | 6 de octubre de 2011                                    | Noruega       | 13 de enero de 2012     |
| Irlanda Pakistán                       | 7 de octubre de 2011                                    | Finlandia     | 20 de enero de 2012     |
| Japón                                  | 8 de octubre de 2011                                    | Kazajistán    | 20 de marzo de 2012     |
| Kuwait                                 | 13 de octubre de 2011                                   | Rusia         | 22 de marzo de 2012     |
| Taiwán                                 | 14 de octubre de 2011                                   | Francia       | 11 de abril de 2012     |

## Recepción

### Comercial
El rey león recaudó 422 783 777 USD en Estados Unidos y Canadá, y 545 700 000 USD en el resto de países, para un total de 968 483 777 USD. Hasta 2016 era la trigésima película que más dinero había recaudado en la historia del cine y también uno de los mayores éxitos en taquilla de Disney —solo por detrás de Frozen y Zootopia—. Además, se trató del mayor éxito de taquilla internacional en 1994. Después de su estreno inicial, con una recaudación de 768 millones USD en todo el mundo se situó en el segundo puesto en la clasificación de las películas más taquilleras de la historia, solo por debajo de Parque Jurásico. No obstante, fue luego superada por otros filmes como Titanic, en 1997. Por añadidura, ostentó en su día el récord de la cinta de animación más taquillera de todos los tiempos hasta el estreno de filmes animados por computadora como Buscando a Nemo (2003), Shrek 2 (2004), Ice Age: Dawn of the Dinosaurs (2009) y Toy Story 3 (2010), antes de su reestreno en 2011. Gracias a los ingresos obtenidos con el lanzamiento en 3D, El rey león volvió a superar a todas las películas anteriormente mencionadas, con la excepción de Toy Story 3, y subió de nuevo al segundo puesto del ranking. Más tarde, bajó al sexto lugar tras el estreno de Frozen (2013), Minions (2015), Buscando a Dory y Zootopia —este último par de 2016—, aunque a fecha de 2016 sigue siendo la película de animación tradicional más taquillera de todos los tiempos. También es la que ha tenido mayor afluencia de público —tanto en su estreno como en los reestrenos posteriores— en el período 1961-2011.
Aunque tuvo un estreno original limitado, ganó 1 586 753 USD en el fin de semana del 17 al 19 de junio de 1994, lo que la ubicó dentro de las diez mejores en taquilla de esa semana. Sin embargo, la media de recaudación en fin de semana por cine se mantiene como la más alta de todos los tiempos, con 793 377 USD. Con su lanzamiento el 24 de junio en más de 2000 salas de cine, El rey león recaudó 40.9 millones USD —que en aquel entonces se convirtió en el cuarto mejor fin de semana de apertura para un filme de Disney—, lo que la ubicó de nuevo dentro de las diez mejores en ventas, además de conseguir la calificación «A+» de CinemaScore. Al final de su primer lanzamiento, hacia la primavera de 1995, había ganado 312 855 561 USD, lo que la convirtió en la segunda película de 1994 en lograr mejor rendimiento en taquilla en América del Norte, tras Forrest Gump, que sumado a lo conseguido en el extranjero —455 millones USD—, recaudó un total de 768 millones USD. También es importante mencionar que, gracias el éxito de El rey león y de todas las películas producidas en esa época, el período en el que se estrenaron es conocido como el Renacimiento de Disney.
Con su lanzamiento en formato IMAX, en su primer fin de semana del 27 al 29 de diciembre de 2002 consiguió 2 789 969 USD en 66 salas de cine, con una media de 27 664 USD por cada sala de cine y un total al 30 de mayo de 2003 de 15 686 215 USD. Posteriormente, en 2011 se convirtió a 3D para un lanzamiento limitado de dos semanas. La película empezó el 16 de septiembre de 2011 con 8.9 millones USD y acabó el fin de semana como la primera en taquilla, con 30.2 millones. Fue así como pasó a ser el primer reestreno en conseguir la primera posición en América del Norte desde Star Wars: Episode VI - Return of the Jedi, en 1997. También ostentó la decimotercera posición de las producciones con mayores ingresos durante el mes de septiembre de cualquier año. Se mantuvo en la primera posición durante su segundo fin de semana, aunque perdió un 27 % de ingresos, hasta los 21.9 millones USD. Lo anterior pese a que algunos analistas habían estimado que sus recaudaciones cayeran hasta un 50 % y fuese superada por Moneyball.
Debido al éxito en taquilla, muchas salas siguieron mostrando la cinta más allá de las dos semanas previstas, aunque su lanzamiento en Blu-ray 3D estaba estimado para dos semanas y media después de su primera proyección en cines. En América del Norte, su reestreno terminó el 12 de enero de 2012 con un beneficio de 94 242 001 USD, mientras que fuera de esta región ganó 91 300 000 USD. El éxito del filme en esta versión hizo que tanto Disney como Pixar comenzaran a planificar el relanzamiento en 3D de La bella y la bestia, Buscando a Nemo, Monsters, Inc. y La sirenita durante 2012 y 2013. Sin embargo, las tres primeras no consiguieron el mismo nivel de aceptación que El rey león, razón que llevó a la cancelación de los otros relanzamientos. De acuerdo a Ray Subers, la razón por la que el reestreno de El rey león cosechó un gran éxito en taquilla se debía a que «la sensación de un relanzamiento en 3D todavía estaba fresca y [era] emocionante, y tuvo una oportunidad dado el inminente lanzamiento en Blu-ray. La audiencia ha sido golpeada con tres lanzamientos en 3D al año, lo que ha provocado que el valor de la novedad se haya desgastado definitivamente».

### Crítica

#### Anglosajona y de otros países

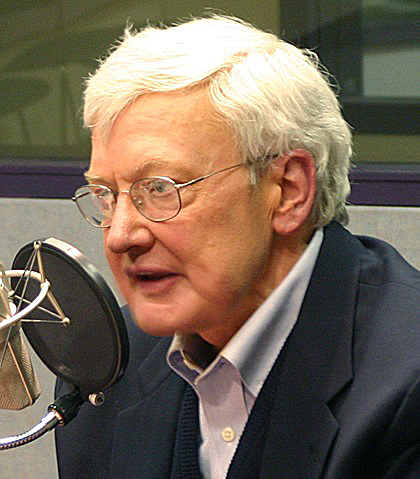
Roger Ebert, reconocido crítico del Chicago Sun-Times, dio una calificación casi perfecta a la película.

El rey león obtuvo críticas favorables en general. Rotten Tomatoes estimó un índice de aprobación del 92 % y una media ponderada de 8.3/10 con base en 119 críticas, mientras que la variable estandarizada de Metacritic computó una media de 83/100 basada en catorce opiniones. Roger Ebert, del Chicago Sun-Times, la calificó como «una animación magníficamente dibujada» y señaló que «la saga de Simba, con unos orígenes profundamente sepultados, tiene algo de tragedia griega y, desde luego, a Hamlet, es una experiencia de aprendizaje a la par que de entretenimiento». Le dio un puntaje de 3.5/4 estrellas. Si bien recibió buenas críticas en el programa Siskel & Ebert & the Movies, también fue objeto de crítica al ser comparada con otras películas de Disney; por ejemplo, Gene Siskel recalcó que no era tan buena como La bella y la bestia. Hal Hinson, de The Washington Post, señaló que era «un logro impresionante, casi abrumador» y sintió que fue «espectacular de la misma manera que ya se ve comúnmente con las animaciones de los largometrajes de Disney», aunque al final fue menos entusiasta y comentó que era «de Shakespeare en tono, de alcance épico y parece más apropiada para adultos que para niños. Incluso diría que para los adultos también sería realmente extraña».
Owen Gleiberman, de Entertainment Weekly, elogió el filme y escribió que «tiene la resonancia de aguantar no solo unos dibujos animados geniales, sino también una película emotivamente picante». También la revista Rolling Stone alabó la cinta, ya que su crítico, Peter Travers, percibió que era «una combinación de música, diversión e impresionantes emociones para que no falte el corazón enormemente entretenida». James Berardinelli, de ReelViews, también opinó que era una gran película y declaró: «Con cada nuevo lanzamiento de una animación, Disney parece que expande sus horizontes un poco más. El rey león es el más maduro —en más de un sentido— de esos filmes y es evidente que ha habido un esfuerzo intencionado para satisfacer tanto a adultos como a niños. Afortunadamente, para aquellos de nosotros que están muy lejos de los dibujos animados, han cosechado un éxito». En tanto, Janet Maslin, del diario The New York Times, afirmó que «cuenta con varias formas infalibles de carga cómica, un tipo de humor que es una auténtica especialidad de Disney», si bien dijo que «hace énfasis en el machismo, [ya que] no tiene heroína, a diferencia de sus predecesores inmediatos».
Por otro lado, algunos articulistas encontraron problemas en la narrativa de El rey león. Por ejemplo, el personal de TV Guide escribió que, si bien la cinta era técnicamente eficiente y entretenida, «ofrece una canción menos memorable que la de éxitos anteriores y una solución dramática apresurada e insatisfactoria». Finalmente, Terrence Rafferty, de la revista The New Yorker consideró que, a pesar de la buena animación, «manipulaban nuestras reacciones a la voluntad», ya que «entre traumas, la película incluye números musicales dulcemente banales y es una comedia tonta e inquieta».

#### Hispanoamericana y española
Al igual que en los países anglosajones, en general, la cinta consiguió buenas opiniones por parte de la crítica hispana. La revista española Fotogramas le dio una puntuación de cuatro sobre cinco estrellas. Antonio Méndez, de AlohaCriticón.com, afirmó que la historia «es muy simple pero efectiva en provocar emociones en torno a maduración, ciclo vital, vínculo paternofilial, tragedia familiar...», aunque reconoció que «la animación no es que deslumbre pero los personajes tienen personalidad». Juan-Fabián Delgado, colaborador para Criticalia.com, también elogió el filme, en especial a sus productores, ya que «han cuidado su diseño, sus bandas sonoras, sus lanzamientos publicitarios y han usado para hacer mercado la inercia de la marca».
La publicación mexicana Cine Premiere, fue una de las que dio mejor puntuación al filme en versión 3D —5/5 estrellas—, ya que Clara Itzel Hernández declaró que «sus colores son increíblemente nítidos y brillantes», aunque no se olvidó de la historia que «sigue siendo desgarradora» y catalogó a Scar como «uno de los grandes villanos de Disney». Por otro lado, Jesús Delgado, columnista de Hobby Consolas, también alabó la producción, al decir que «estamos ante uno de los trabajos más cuidados de la compañía [y] una maravillosa banda sonora». El sitio web Decine21.com afirmó que «la contribución más valiosa de esta cinta ha sido inculcar el amor a la naturaleza entre el público más joven».
Sin embargo, la cinta no evitó algunas valoraciones contrarias. Paula Arantzazu, de SensaCine, dijo sobre la versión 3D que «quienes sienten debilidad por los felinos no necesitan de la tridimensionalidad en pantalla para emocionarse de manera más intensa», además de añadir que «la secuencia de Scar y las hienas [está] inspirada en las sombras del totalitarismo del siglo pasado». Esta última línea argumental también la siguió Santiago Navajas, de Libertad Digital, quien fue especialmente crítico con la sección inicial: «La película comienza con una apología del totalitarismo con el dictador Mufasa presentando a su heredero recién nacido, con todos los animales de la selva, sus súbditos y potenciales víctimas, aplaudiendo a su futuro rey y asesino».

### Premios y reconocimientos
El rey león recibió cuatro nominaciones a los Globos de Oro y a los Óscar. De los primeros, sería vencedor en las categorías de mejor película comedia o musical, mejor banda sonora y mejor canción original —por «Can you feel the love tonight?»—. La canción de «Circle of Life» también fue nominada. En los Óscar, fue el ganador en la temática de mejor banda sonora y mejor canción original —con la misma que en el Globo de Oro—. Las canciones «Circle of Life» y «Hakuna Matata» también fueron nominadas. «Can you feel the love tonight?» también ganó un Grammy a la mejor interpretación vocal pop masculina. La película también conquistó los premios Annie en las categorías de mejor película animada, mejor actuación vocal —para Jeremy Irons— y mejor historia en un filme animado.
Por su parte, en los Saturn, la cinta fue nominada a las secciones mejor película de fantasía y mejor interpretación de un actor/actriz joven, pero no ganó en ninguno de los casos. También recibió las nominaciones para los premios de cine de la Academia Británica, por el mejor sonido y al Anthony Asquith a la mejor música de película pero perdió frente a Speed y Backbeat, respectivamente. Además, también recibió los BMI Film & TV Awards por la música y canción mejor representada gracias a, precisamente, «Can you feel the love tonight?». En los MTV Movie Awards de 1995, estuvo presente en mejor villano y mejor canción, pero perdió en los dos. También ese mismo año, se presentó en los Kids Choice Awards de Nickelodeon y ganó como película favorita.
En 2008, la revista Empire llevó a cabo una encuesta entre numerosos lectores y críticos para seleccionar cuáles eran las quinientas mejores películas de todos los tiempos y El rey león fue galardonada con el puesto 319. A su vez, American Film Institute la ubicó en el cuarto puesto de las 10 mejores películas de animación, entretanto que la revista Time incluyó la cinta dentro de las 25 mejores películas animadas de todos los tiempos. Además, en 2016 la película fue seleccionada por el Registro Nacional de Cine de Estados Unidos para su conservación en la Biblioteca del Congreso.

### Controversias
Ciertos elementos del filme guardan similitudes con el anime de los años 1960, Jungle Taitei, al mostrar personajes análogos —por ejemplo, el protagonista se llama «Kimba»— y numerosas escenas casi idénticas en composición y ángulo de cámara. De hecho, Broderick creía al principio que Disney trabajaba en una adaptación del anime, ya que estaba muy familiarizado con esta producción. Sin embargo, la postura oficial de Disney fue que se trataba de simples coincidencias; Roger Allers dijo que «durante el tiempo en el que trabajé nunca se mencionó el nombre de esa serie», a lo que Rob Minkoff añadió que «si infringiera las leyes de infracción de derechos de autor, Disney lo diría [...] No es inusual que aparezcan babuinos o hienas» u otros animales de la fauna africana. A su vez, Yoshihiro Shimizu, de Tezuka Productions y creador de Jungle Taitei, desmintió rumores que mencionaban que su estudio había recibido dinero en secreto por parte de Disney para evitar acciones legales. Al contrario, aclaró que nunca fue su intención ejercer una demanda contra Disney pese a que algunos ejecutivos de Tezuka creían que esto se debía a que «somos una compañía débil. No merecería la pena, de todos modos... ¡Los abogados de Disney se encuentran entre los veinte más importantes del mundo!». Más tarde la serie estadounidense Los Simpson parodió este hecho en el capítulo «'Round Springfield», donde aparece una nube con la forma de Mufasa y dice: «Debes vengar mi muerte, Kimba, quiero decir, Simba».
Otra polémica surgió cuando la audiencia sugirió que aparecía la palabra «SEX» —del inglés: «sexo»— en una escena en la que Simba levanta polvo al echarse. El activista conservador Donald Wildmon aseveró que se trataba de un mensaje subliminal con el objetivo de promover la promiscuidad sexual. Los animadores de la película manifestaron que las letras en realidad eran «SFX» —una abreviatura común para «efectos especiales» en inglés— con la intención de rendir homenaje a los animadores de efectos por computadora. En otra escena durante la interpretación de la canción «Be Prepared» se detectaron elementos reminiscentes del nazismo, al mostrar a las hienas desfilando de una forma muy parecida a la de los militantes en los congresos nacionales de Núremberg.
Ciertos biólogos especialistas en las hienas protestaron contra la representación que se las había dado a estas criaturas en El rey león: de hecho, un investigador denunció a Disney por difamación y otro —que había preparado a los animadores una visita al Área de Investigación del Comportamiento de la Universidad de California en Berkeley para observar y dibujar hienas en cautividad— promovió el boicot a la película como forma de ayudar a preservar estos animales en la naturaleza. Algunos analistas coincidieron en que las hienas aparecen en el filme como una alegoría contra la inmigración, representando a comunidades latinas o negras, ya que hablan un dialecto comúnmente asociado con estos grupos étnicos de Estados Unidos.

## Adaptaciones y secuelas

### Cine y televisión
El primer proyecto de animación relacionado con El rey león fue protagonizado por dos de los personajes de la película, Timón y Pumba. En concreto, el dúo apareció en el corto de animación «Stand by Me», en el que Timón canta la canción del mismo nombre. Este fue estrenado en 1995, al mismo tiempo que la película Tom and Huck. Después, ambos personajes protagonizaron su propio programa de animación, Timón y Pumba, que abarcó tres temporadas con 85 episodios en total y se emitió entre 1995 y 1999. Ernie Sabella dobló a Pumba para el programa, mientras que la voz de Timón corrió a cargo de Quinton Flynn y Kevin Schon, además de Nathan Lane.
Disney estrenó dos secuelas directamente para vídeo. La primera de estas es The Lion King II: Simba's Pride, lanzada al mercado en 1998 en formato VHS. Dicha película se centra en la hija de Simba y Nala, Kiara, la cual se enamora de Kovu, un león criado en una manada de seguidores de Scar, «The Outsiders» —del inglés: «Los Forasteros»—. En 2004 vio la luz una segunda secuela en DVD, El rey león 3: Hakuna Matata. No obstante, parte de esta película es una precuela, porque se narran las circunstancias en las que Timón y Pumba se conocieron, y también puede considerarse una paracuela, en el sentido de que se muestra una retrocontinuidad de las acciones de los personajes durante la película original de 1994.
Más tarde, en junio de 2014, se hizo pública la noticia del estreno de una serie de televisión basada en la película, The Lion Guard, protagonizada por Kion, el segundo cachorro de Simba y Nala. El programa es una secuela de El rey león y una medicuela de The Lion King II: Simba's Pride. Aunque fue retransmitida por primera vez en Disney Channel como una película de televisión titulada The Lion Guard: Return of the Roar, en noviembre de 2015, se convirtió en una serie de Disney Junior en enero de 2016.
En septiembre de 2016, debido al éxito comercial y de crítica de El libro de la selva, Walt Disney Pictures anunció una adaptación del filme pero en imagen real, dirigida por Jon Favreau y con animaciones creadas con la técnica de imagen generada por computadora. Se estrenó en julio de 2019.

### Videojuegos
Durante la temporada navideña de 1994 se distribuyeron tres videojuegos inspirados en la película. Virgin Interactive desarrolló uno de ellos para las plataformas PC, Amiga, Super Nintendo y Sega Mega Drive/Genesis, mientras que Dark Technologies y Syrox Developments estuvieron detrás de la producción de otros juegos para Game Boy, y Master System y Game Gear, respectivamente. Seis años después, la cinta y su secuela, Simba's Pride, sirvieron de inspiración para otro juego, desarrollado por Torus Games: The Lion King: Simba's Mighty Adventure (2000) para Game Boy Color y PlayStation. Timón y Pumba también aparecieron en Timon & Pumbaa's Jungle Games (1995), un juego de puzles para PC de los estudios 7th Level, posteriormente reeditado para SNES por Tiertex.
Simba aparece como un personaje jugador en el nivel «Pride Lands» de Kingdom Hearts II, desarrollado por Square Enix. Además, uno de los escenarios del videojuego de 2011, Disney Universe, está basado en El rey león, mientras que Simba también aparece en el juego de Nintendo DS, Disney Friends (2008).

### Adaptaciones al escenario
Walt Disney Theatrical produjo una adaptación en forma de musical con el mismo título que la película, cuyo estreno tuvo lugar en Mineápolis, Estados Unidos, en julio de 1997. Un mes después, el musical llegó a Broadway, donde fue estrenado en el Teatro New Amsterdam. El musical estaba dirigido originalmente por Julie Taymor, e incluía canciones tanto de la película como de Rhythm of the Pride Lands, así como tres nuevas composiciones musicales de Elton John y Tim Rice. Mark Mancina se encargó de los arreglos musicales y la orquesta compuesta expresamente para la obra. Este musical es uno de los más exitosos en la historia de Broadway, como demuestran los seis Tony Awards que ganó, entre ellos el de mejor musical. Por añadidura, aunque fue trasladado al Teatro Minskoff en 2006, todavía es representado en Nueva York, lo que lo convierte en el tercer musical que más tiempo ha estado en cartelera en Broadway y en la producción más taquillera de su historia. Debido a su éxito comercial, varias adaptaciones de este han sido estrenadas con posterioridad en todo el mundo.
El rey león sirvió de inspiración para dos espectáculos basados en la historia de la película, inaugurados en varios de los parques de atracciones propiedad de Walt Disney Parks and Resorts. El primero, The Legend of the Lion King, consistía en una recreación de la película mediante modelos a tamaño real de sus personajes, y estuvo en activo desde 1994 hasta 2002 en el área de Magic Kingdom en el parque de atracciones Walt Disney World. Otra atracción que sigue en funcionamiento a fecha de 2016 es el evento musical de treinta minutos de duración Festival of the Lion King, en el que los números musicales de la película son representados con actores reales y muñecos animatrónicos de Simba y Pumba, además de un actor disfrazado de Timón. Esta atracción abrió sus puertas en abril de 1998, en el área Animal Kingdom de Disney World, y un espectáculo idéntico fue estrenado en septiembre de 2005 en la zona de Adventureland de Hong Kong Disneyland. Una versión parecida del espectáculo, «The Legend of the Lion King», estuvo en activo en Disneyland Paris entre 2004 y 2009.
El musical ha ganado más de 70 de los galardones del orbe, entre ellos seis premios Tony, en las 22 producciones globales, las cuales han sido vistas por más de 80 millones de personas alrededor del mundo.

## Formato doméstico
El rey león fue lanzada al mercado del cine doméstico por primera vez en formato VHS y Laserdisc en Estados Unidos el 3 de marzo de 1995, como parte de la colección de películas para consumo personal de Disney Walt Disney Colección Maestra. La versión en VHS incluía un tráiler preliminar de la película animada Pocahontas, también producida por Walt Disney Pictures y que por aquel entonces todavía no había sido estrenada. En dicho avance, la protagonista de la película, Pocahontas —doblada por Judy Kuhn— interpreta la canción «Colors of the Wind». Además, también fueron puestas a la venta las versiones Deluxe de ambos formatos; en VHS incluía el filme, en algunas ediciones una litografía exclusiva de Rafiki y Simba, un epígrafe conmemorativo de «Circle of Life», seis litografías del arte conceptual previo a la creación de la película, una cinta de vídeo extra con el documental estrenado en televisión Cómo se hizo El rey león, así como un certificado de autenticidad. Por su parte, la versión Deluxe en Laserdisc también incluía tanto la película como las seis litografías y el documental televisivo anteriormente mencionados, pero traía contenido adicional como guiones gráficos, croquis de diseño de los personajes, más arte conceptual, videoclips de animación preliminar, y los comentarios del director de los que la versión en VHS carecía, todo ello en cuatro discos de doble cara. De ambas versiones, la versión VHS consiguió un mayor éxito comercial al venderse 4 500 000 unidades el día de su lanzamiento al mercado, hasta hacer un total de 30 000 000 de unidades vendidas en 1997. Estas cifras hicieron que El rey león pasara a ser la cinta con más copias VHS vendidas en toda la historia de este formato. Una moratoria en la venta al público entró en vigor en 1997, por decisión de Disney, en virtud de la cual la película dejó de fabricarse y comercializarse durante seis años.
Posteriormente, el 7 de octubre de 2003, el VHS volvió a estar disponible en el mercado junto con la primera versión en formato DVD, con el título El rey león: Edición Platino, que forma parte de la colección Edición Platino de los clásicos de animación de Disney en formato DVD. Comprendía dos versiones de la película en el primer disco, una remasterizada creada para el reestreno de 2002 en cines IMAX y otra editada del reestreno IMAX idéntica a la versión del filme lanzada en 1994. Un segundo disco, con contenido extra, fue incluido también en el lanzamiento en DVD. En lo concerniente a la banda sonora, estuvo disponible tanto en Dolby 5.1 como en Mezcla Mejorada de Home Cinema Disney. De esta forma, el lanzamiento en DVD de El rey león es el primero de Disney que incluyó ambas mezclas de audio de la banda sonora. Mediante seamless branching, la cinta podía ser visualizada con o sin una escena alternativa: una breve conversación era reemplazada por la canción «The Morning Report». También salió a la venta una edición especial del coleccionista, que comprendía los dos discos de la edición en DVD, cinco retratos litográficos exclusivos de los personajes de la película —croquis expresamente dibujados y firmados por los técnicos de animación originales—, y un libro introductorio titulado El Viaje —del inglés: The Journey—. Por su parte, la Edición Platino de la película incluyó modificaciones realizadas para la versión reeditada de El rey león que se estrenó en cines IMAX, como por ejemplo el rediseño de las animaciones de los cocodrilos en la secuencia musical «I Just Can't Wait to Be King», además de otros cambios estéticos. Las ventas del DVD en Edición Platino y la cinta VHS alcanzaron las dos millones de unidades en el mismo día de su lanzamiento al público. Más tarde, un pack de DVD de las tres películas de la saga El rey león —cada una en formato de Edición Especial de dos discos— salió a la venta el 6 de diciembre de 2004. En enero de 2005, la fabricación de discos DVD y cintas VHS de la película original y sus secuelas fue puesta de nuevo en moratoria.
Walt Disney Studios Home Entertainment puso en venta la Edición Diamante de El rey león el 4 de octubre de 2011. Esta es la primera ocasión en la que la película ha sido estrenada en alta definición para Blu-ray y Blu-ray 3D. Se comercializaron cuatro versiones distintas de la edición en alta definición para cine doméstico: una edición de dos discos con la película en DVD y en Blu-Ray, una edición de cuatro discos con la película en DVD, Blu-ray, Blu-ray 3D y copia digital, y una caja recopilatoria de ocho discos, que incluye también las secuelas The Lion King II: Simba's Pride y El rey león 3: Hakuna Matata. A estos lanzamientos se sumó una edición de un solo disco en DVD, puesta en venta el 15 de diciembre de ese mismo año. El éxito cosechado por la versión en VHS volvió a repetirse esta vez, ya que las ediciones en Blu-ray lograron vender más de un millón y medio de copias inmediatamente después del lanzamiento, lo que la situó en el primer puesto del ranking de ventas de películas en Blu-ray en la semana de su lanzamiento. A fecha de marzo de 2012, aproximadamente 3 830 000 unidades en Blu-ray han sido vendidas en total, con unos ingresos de 101 140 000 USD.